# 中南粘体虫
中南粘体虫（学名：Myxosoma chungnanensis）为粘体科粘体虫属的动物。在中国，分布于湖北等，营寄生生活，寄生在鲫的脾、腹腔。